# Треффор-Кюизья
Треффо́р-Кюизья́ (фр. Treffort-Cuisiat) — коммуна во Франции, находится в регионе Рона — Альпы. Департамент — Эн. Административный центр кантона Треффор-Кюизья. Округ коммуны — Бурк-ан-Брес.
Код INSEE коммуны — 01426.

## География
Коммуна расположена приблизительно в 370 км к юго-востоку от Парижа, в 70 км северо-восточнее Лиона, в 14 км к северо-востоку от Бурк-ан-Бреса.

## Климат
Климат полуконтинентальный с холодной зимой и тёплым летом. Дожди бывают нечасто, в основном летом.

## Население
Население коммуны на 2010 год составляло 2204 человека.
| 1962 | 1968 | 1975 | 1982 | 1990 | 1999 | 2010 |
| ---- | ---- | ---- | ---- | ---- | ---- | ---- |
| 920  | 1167 | 1101 | 1556 | 1779 | 1908 | 2204 |

## Администрация
| Период | Период | Фамилия         | Партия                  | Примечания |
| ------ | ------ | --------------- | ----------------------- | ---------- |
| 1979   | 1995   | Жан-Пьер Жермен | Разные правые           |            |
| 1995   | 2008   | Пьер Пердрикс   | Разные левые            |            |
| 2008   | 2014   | Реймон Мер      | Социалистическая партия |            |
| 2014   | 2020   | Моник Вьель     | Разные левые            |            |

## Экономика
В 2010 году среди 1423 человек трудоспособного возраста (15—64 лет) 1119 были экономически активными, 304 — неактивными (показатель активности — 78,6 %, в 1999 году было 76,6 %). Из 1119 активных жителей работали 1041 человек (561 мужчина и 480 женщин), безработных было 78 (34 мужчины и 44 женщины). Среди 304 неактивных 94 человека были учениками или студентами, 136 — пенсионерами, 74 были неактивными по другим причинам.

## Фотогалерея
- Треффор-Кюизья
- Краеведческий музей
- Карта коммуны